# 3137 Горкі
3137 Го́ркі (3137 Horky) — астероїд головного поясу, відкритий 16 вересня 1982 року.
Тіссеранів параметр щодо Юпітера — 3,500.
Названий на честь пагорба, де відкривач вперше проводив астрономічні дослідження.